# SEAT Córdoba
La SEAT Córdoba è un'automobile berlina a tre volumi costruita dalla casa automobilistica spagnola SEAT a partire dal 1993 e basata sulla SEAT Ibiza, della quale si propone come variante a tre volumi e quattro porte. Nel corso della sua carriera sono state prodotte anche delle versioni familiare e coupé. L'auto è stata costruita in due diverse serie, dal 1993 fino all'estate 2009. Non è al momento prevista una terza serie basata sulla quarta della Ibiza

## Storia

### Prima serie (1993-2002)

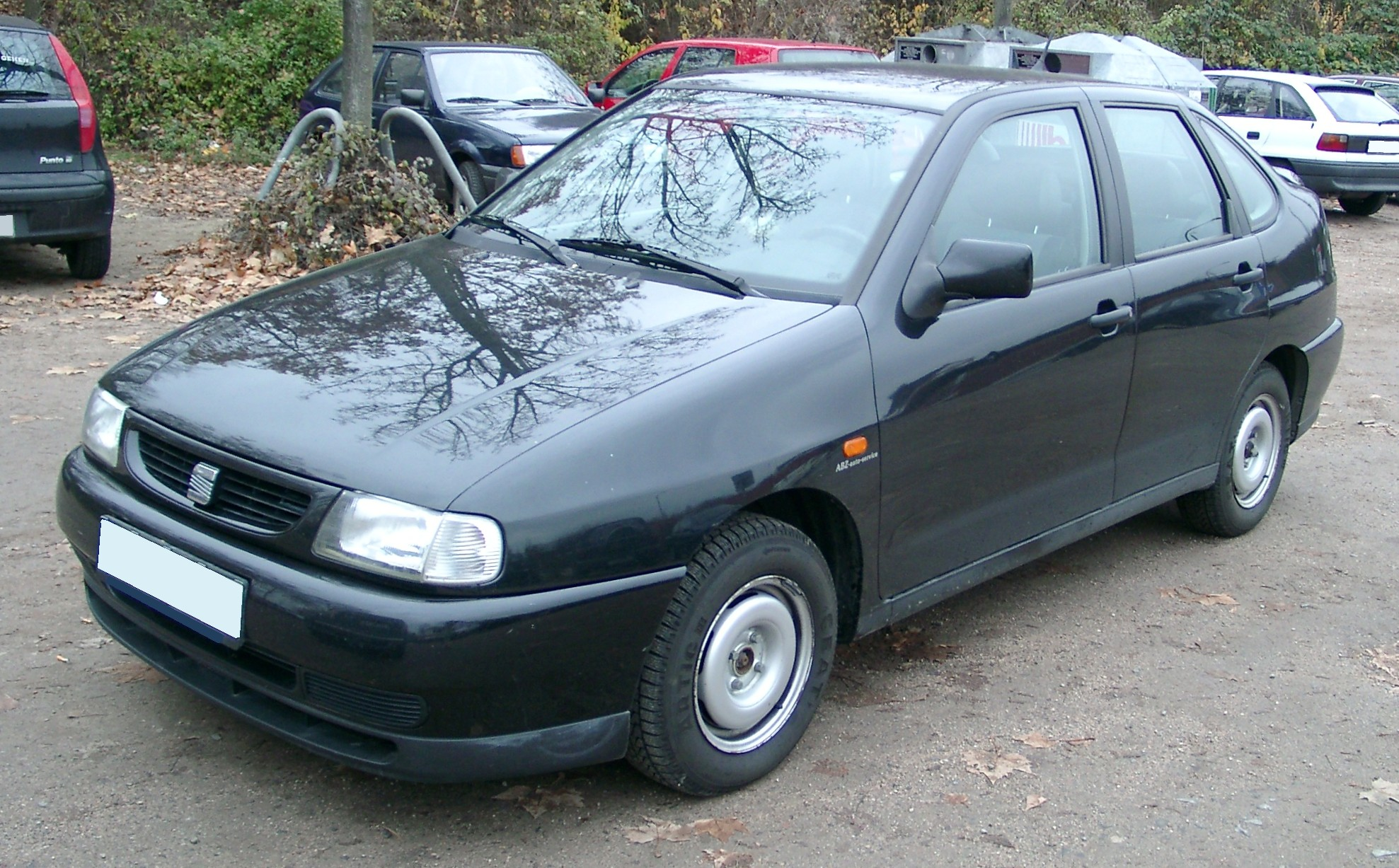
Seat Córdoba restyling 1996

La Córdoba viene presentata al Motorshow di Bologna nel 1993, e messa in commercio contemporaneamente. Era contemporanea alla seconda serie della SEAT Ibiza, utilitaria a due volumi sulla quale è basata. Condivide il pianale e la meccanica con la stessa Ibiza contemporanea e con la Volkswagen Polo terza serie, che sarebbe uscita un anno più tardi, e va a sostituire la ormai obsoleta SEAT Málaga, versione a tre volumi della prima serie della Ibiza. La linea, con una coda più corta rispetto a quella della Malaga, è stata disegnata da Giorgetto Giugiaro e il frontale era lo stesso dell'Ibiza da cui derivava.

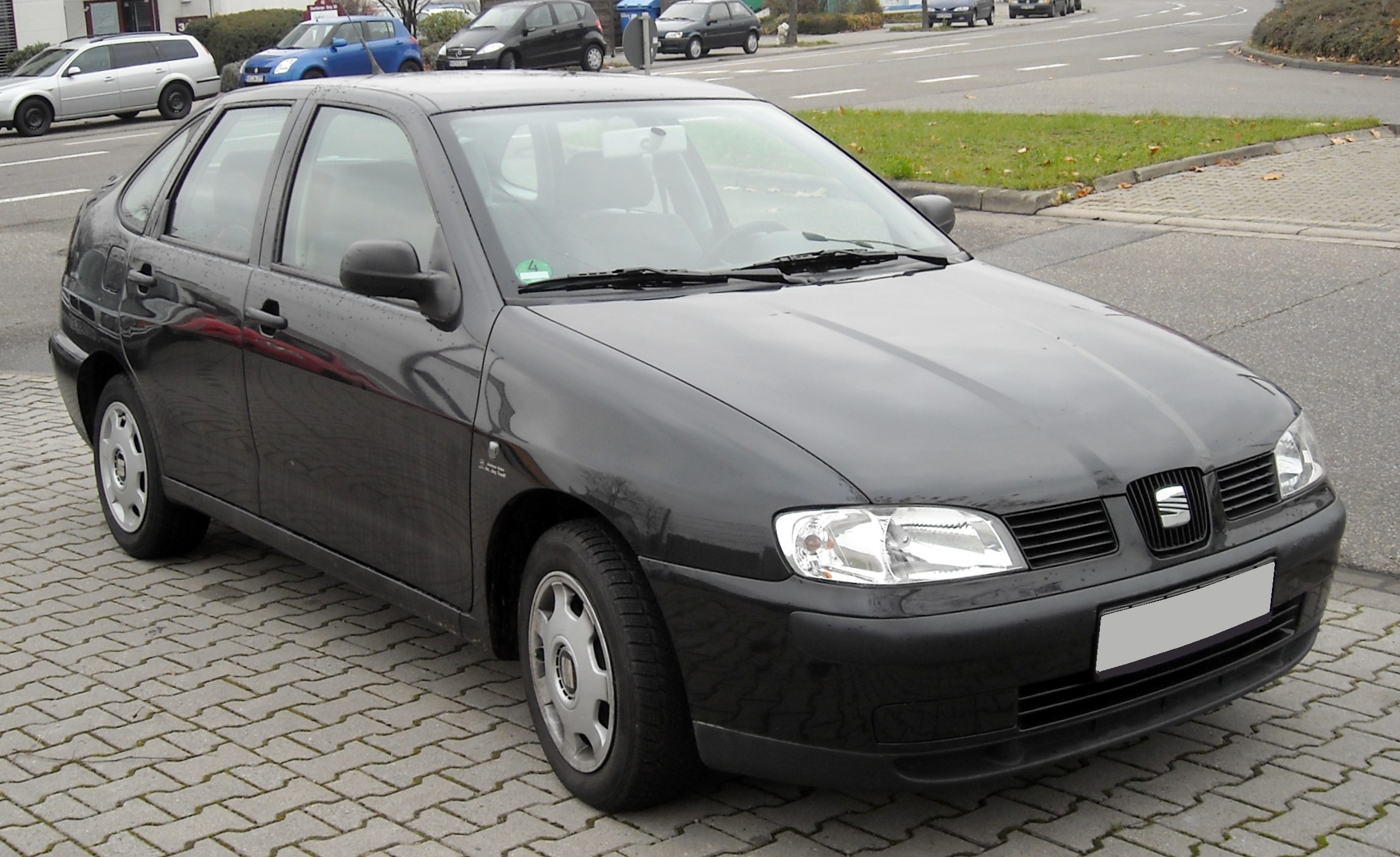
Seat Córdoba restyling 2000

La Córdoba andava a coprire una parte di mercato che in gran parte dell'Europa era poco considerato, quello delle piccole berline a tre volumi, e si andava a scontrare più che altro con le versioni a tre volumi di Opel Astra, Ford Escort, Renault Mégane e Peugeot 306, tutte auto dal risultato piuttosto insoddisfacente dal punto di vista delle vendite, ma rispetto alle quali la Córdoba si proponeva come alternativa più economica. L'abitabilità tuttavia non era eccezionale, per via di un passo non troppo lungo. Le motorizzazioni della prima serie erano le stesse che già montavano Ibiza e Polo di quegli anni, con motori 1.4, 1.6, 1.8 e 2.0 a benzina e il motore a gasolio 1.9 TDI.
Nel 1996 subisce un restyling e nel 2000 un secondo già visto l'anno precedente sulla Ibiza, con un frontale più sportivo, e viene venduta senza ulteriori modifiche fino al 2002, quando viene presentata la seconda serie della Córdoba.

#### Versioni speciali
Della prima serie della Cordoba fu creata anche una versione familiare denominata Córdoba Vario, estremamente simile alla "cugina" Polo Variant, presentata nel 1996, e una più rara versione coupé denominata semplicemente Córdoba SX, equipaggiata con potenti e sportivi motori 1.6 da 100 CV, il 2.0 8V (per la versione Cupra), lo stesso motore che equipaggiava le Córdoba GTi, e un 2.0 16V da ben 150 CV, già montato sulla Volkswagen Golf. La SX aveva anche una dotazione ricchissima, tra cui spiccavano i cerchi in lega, l'ABS e gli interni in pelle, ma non fu molto diffusa.

#### Motorizzazioni[5]
| Modello              | Disponibilità       | Motore  | Cilindrata (cm³) | Potenza kW (CV) | Coppia massima (N·m) | Emissioni CO2 (g/km) | 0–100 km/h (secondi) | Velocità max (km/h) | Consumo medio (km/l) |
| 1.4 cat.             | dal debutto al 2002 | Benzina | 1390             | 44 (60)         | 116                  | n.d.                 | 15,9                 | 157                 | 14,2                 |
| 1.4 16V cat.         | dal 2000 al 2002    | Benzina | 1390             | 55 (75)         | 128                  | n.d.                 | 12,9                 | 170                 | 14,2                 |
| 1.4 16V/101 CV cat.  | dal 1997 al 1999    | Benzina | 1390             | 74 (101)        | 126                  | n.d.                 | 10,9                 | 188                 | 13,1                 |
| 1.6 cat.             | dal debutto al 2000 | Benzina | 1595             | 55 (75)         | 135                  | n.d.                 | 13,2                 | 170                 | 13,2                 |
| 1.6/100 CV cat.      | dal 1997 al 2002    | Benzina | 1598             | 74 (100)        | 145                  | n.d.                 | 11                   | 188                 | 12,1                 |
| 1.8 cat.             | dal debutto al 1997 | Benzina | 1781             | 66 (90)         | 145                  | n.d.                 | 11,7                 | 182                 | 13,1                 |
| 1.8 16V cat.         | dal debutto al 1997 | Benzina | 1781             | 95 (130)        | 159                  | n.d.                 | 9,1                  | 206                 | 12,2                 |
| 2.0 cat.             | dal debutto al 1995 | Benzina | 1984             | 85 (116)        | 166                  | n.d.                 | 10,1                 | 198                 | 12,9                 |
| 2.0 16V cat.         | dal 1996 al 1999    | Benzina | 1984             | 110 (150)       | 180                  | n.d.                 | 8,9                  | 215                 | 11,2                 |
| 1.9 SDI cat.         | dal 1996 al 2002    | Diesel  | 1896             | 47 (64)         | 124                  | n.d.                 | 16,9                 | 158                 | 19                   |
| 1.9 Diesel cat.      | dal debutto al 1998 | Diesel  | 1896             | 50 (68)         | 127                  | n.d.                 | 16                   | 165                 | 16,8                 |
| 1.9 Turbodiesel cat. | dal debutto al 1997 | Diesel  | 1896             | 55 (75)         | 140                  | n.d.                 | 15,5                 | 170                 | 17                   |
| 1.9 TDI cat.         | dal 1996 al 2002    | Diesel  | 1896             | 66 (90)         | 202                  | n.d.                 | 13,2                 | 180                 | 18,5                 |
| 1.9 TDI/110 CV cat.  | dal 1997 al 2002    | Diesel  | 1896             | 81 (110)        | 235                  | n.d.                 | 10,7                 | 193                 | 19,7                 |

### Seconda serie (2002-2009)
La seconda serie della SEAT Cordoba, presentata nel 2002, al Salone dell'auto di Parigi, deriva dalla terza serie della Ibiza. Come la berlina a 2 volumi dalla quale deriva e a cui è uguale fino alle porte posteriori, la Cordoba assume un aspetto notevolmente più sportivo e aggressivo, seguendo la vocazione sportiva della casa e il nuovo family feeling introdotto nel 2001 con il restyling della piccola Arosa. Questa serie ha riscosso un successo ancora minore della precedente, a causa del poco interesse del pubblico rispetto a questo tipo di automobili che fu causa della scomparsa delle berline a tre volumi dai listini di varie nazioni d'Europa di modelli importanti. La Cordoba continua ad avere però successo in Spagna dove le piccole famigliari a tre volumi hanno ancora una buona fetta di mercato, mentre è stata prematuramente eliminata dai listini del Regno Unito nel 2006.
L'auto è stata realizzata come sempre sul pianale di Ibiza e Polo contemporanee oltre che a quello della Škoda Fabia prima e seconda serie, con le quali condivide anche i motori, i 1.2, 1.4, 1.6 e il 2.0 a benzina e il 1.9 a gasolio. Successivamente fu introdotto un più piccolo 1.4 a gasolio, mentre nel 2006 la Cordoba non subisce il leggero restyling che ha toccato i paraurti e il posteriore della Ibiza (tranne per il mercato messicano). Di questa serie, quasi impossibile da trovare sulle strade italiane, non sono state prodotte versioni station wagon o coupé come per la precedente. La seconda serie scompare dal listino italiano nell'agosto 2009, senza che, al momento, sia stata presentata una terza serie, derivata dalla quarta serie della Ibiza.

#### Motorizzazioni[6]
| Modello        | Disponibilità    | Motore  | Cilindrata (cm³) | Potenza kW (CV) | Coppia massima (N·m) | Emissioni CO2 (g/km) | 0–100 km/h (secondi) | Velocità max (km/h) | Consumo medio (km/l) |
| 1.2 12V        | dal 2006 al 2008 | Benzina | 1198             | 51 (69)         | 112                  | 140                  | 14,2                 | 170                 | 15,9                 |
| 1.4 16V        | dal 2002 al 2007 | Benzina | 1390             | 55 (75)         | 126                  | 211                  | 13,6                 | 176                 | 14,7                 |
| 1.4 16V/85 CV  | dal 2006 al 2009 | Benzina | 1390             | 63 (85)         | 132                  | 156                  | 12,4                 | 181                 | 14,5                 |
| 1.4 16V/101 CV | dal 2002 al 2006 | Benzina | 1390             | 74 (101)        | 126                  | 158                  | 11,5                 | 193                 | 14,4                 |
| 1.4 TDI        | dal 2005 al 2008 | Diesel  | 1422             | 51 (69)         | 155                  | 127                  | 15,2                 | 167                 | 20                   |
| 1.4 TDI/75 CV  | dal 2003 al 2005 | Diesel  | 1422             | 55 (75)         | 195                  | 124                  | 13,5                 | 174                 | 20,8                 |
| 1.4 TDI/80 CV  | dal 2005 al 2009 | Diesel  | 1422             | 59 (80)         | 195                  | 124                  | 13,2                 | 177                 | 20,8                 |
| 1.9 TDI        | dal 2002 al 2009 | Diesel  | 1896             | 74 (101)        | 240                  | 132                  | 11,1                 | 192                 | 19,6                 |
| 1.9 TDI/130 CV | dal 2002 al 2006 | Diesel  | 1896             | 96 (130)        | 310                  | 138                  | 9,7                  | 209                 | 18,7                 |

## Attività sportiva

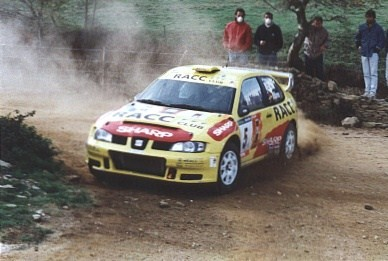
Una Córdoba WRC in gara nel 2001

Verso la fine degli anni novanta la Córdoba partecipò a vari campionati rallistici dando anche soddisfacenti risultati nel campionato mondiale ottenendo tre podi con le versioni WRC, derivate dalle 16V, che diedero alla casa madre, insieme agli ottimi risultati nelle stesse gare delle versioni sportive di SEAT Ibiza e Leon, una connotazione di casa votata alla sportività sia nelle linee che nelle motorizzazioni.